# Bedřichov u Jablonce nad Nisou
Bedřichov (deutsch Friedrichswald) ist eine Gemeinde im tschechischen Isergebirge. Sie liegt nahe Liberec und Jablonec nad Nisou.

## Geographie
Der Ort befindet sich im Tal der Weißen Neiße (Bílá Nisa), eines Quellflusses der Lausitzer Neiße. In der Nähe des Ortes wurden zwei Talsperren angelegt, die der Trinkwasserversorgung der Städte Liberec (Reichenberg) und Jablonec nad Nisou (Gablonz) dienen. Die Talsperre Friedrichswald (Vodní nádrž Bedřichov) nördlich des Ortes staut die Schwarze Neiße (Černá Nisa). Nordöstlich liegt die Talsperre Josefsthal (Vodní nádrž Josefův Důl), wo die Kamnitz (Kamenice) gestaut wird.

## Geschichte
Die Friedrichswalder Glashütte wurde 1598 von Glasmeister Peter Wander errichtet. Sie war Ausgangspunkt für die baldige Ausbreitung einer Siedlung, welche ihren Namen zu Ehren des ersten Herrschaftsbesitzers aus dem Geschlecht derer von Redern, Friedrich von Redern dem Älteren († 1564) erhielt. Friedrich war der Vater von Melchior von Redern, dem damaligen Eigentümer der Herrschaft, der von 1591 bis 1600 in Reichenberg herrschte.
Der Ort hieß zuerst Friedrichswaldau, später Friedrichswalde und ab dem 18. Jahrhundert Friedrichswald und gehörte ab der Mitte des 19. Jahrhunderts zum Gerichtsbezirk Reichenberg. Nach 1918 entstand neben dem deutschen Ortsnamen der tschechische Name Bedřichov.
Nach dem Münchner Abkommen wurde der Ort dem Deutschen Reich zugeschlagen und gehörte bis 1945 zum Landkreis Reichenberg.

## Wirtschaftliche Entwicklung
Die Produktion in der Glashütte wurde 1807 eingestellt. Der Ort lebt vor allem vom Tourismus. Bedřichov ist heute ein Skizentrum des Isergebirges und bei Abfahrtsläufern sehr beliebt.
Der Ort ist auch Start- und Zielort des Isergebirgslaufs über 50 km, der jährlich im Januar stattfindet.

## Gemeindegliederung
Zu Bedřichov gehört die Waldsiedlung Kristiánov (Christiansthal).

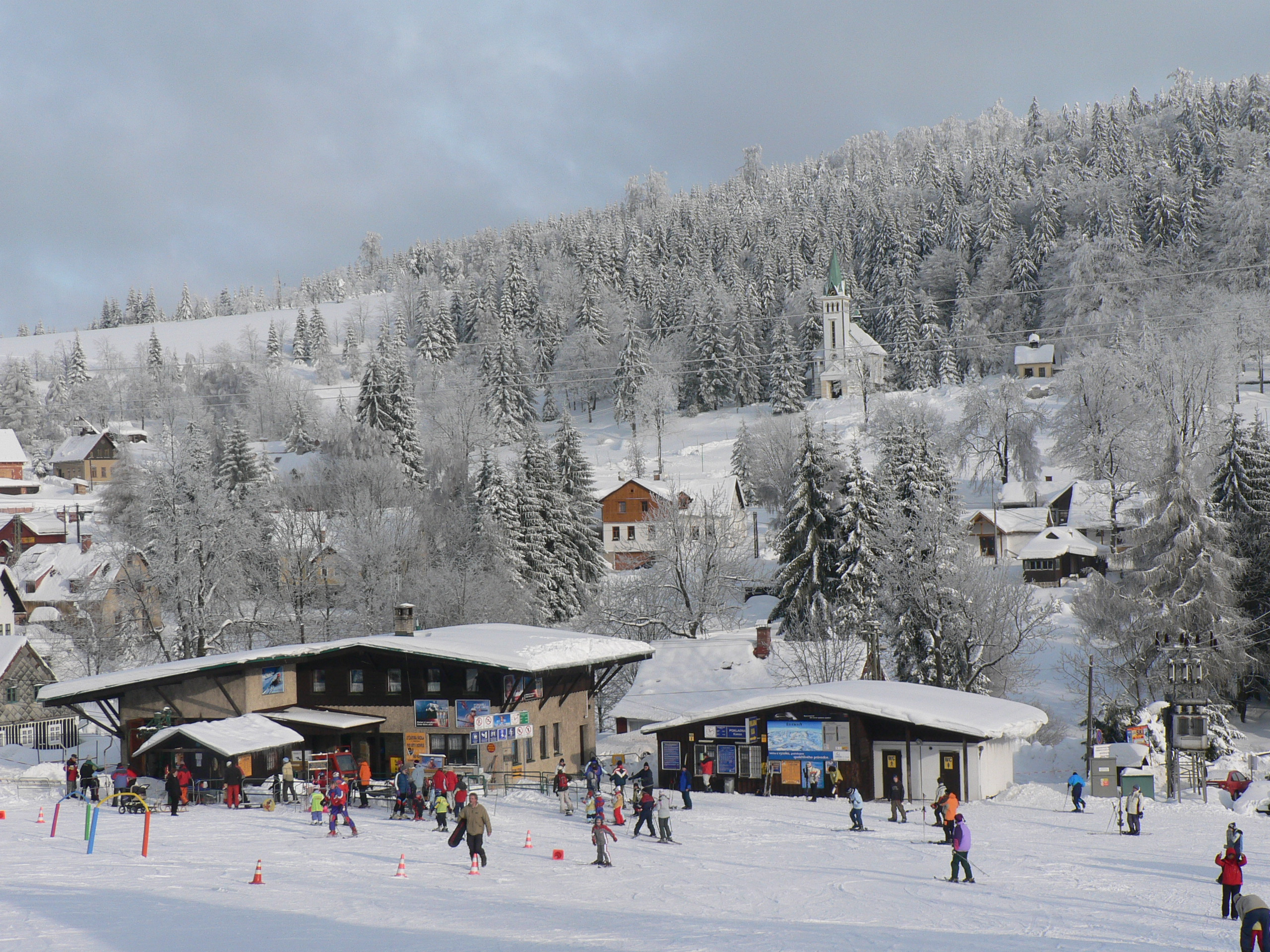
Ortsmitte mit Skihang und Kirche

## Sehenswürdigkeiten
- Kirche des Heiligen Antonius aus dem Jahr 1932
- Aussichtsturm Královka
- Auf einer großen Waldlichtung befindet sich das Jagdschloss Nová Louka (Neuwiese).
- In Kristiánov wurde ein Glasmuseum eingerichtet.